# Muzeum Archidiecezji Warmińskiej w Olsztynie
Muzeum Archidiecezji Warmińskiej w Olsztynie im. bpa Jana Obłąka – muzeum mieszczące się w trzech kamienicach w pobliżu bazyliki konkatedralnej św. Jakuba. Zawiera ono ponad pół tysiąca przedmiotów dotyczących różnych aspektów historii, liturgii i sztuki Warmii. Prace rewitalizacyjne budynków rozpoczęły się w listopadzie 2016 r., wartość inwestycji wyniosła ok. 10 mln złotych. Otworzył i poświęcił je abp Józef Górzyński 12 czerwca 2018 r. 

## Zbiory
Zbiory umieszczone są na trzech poziomach. W piwnicy najstarszej kamienicy urządzone są wystawy czasowe.
Na parterze można podziwiać zbiory malarstwa, a także rzeźby. Najstarsze z nich pochodzą z przełomu XIV i XV w. Niektóre artefakty nie powstały na Warmii, chociaż są z terenów obecnej Archidiecezji Warmińskiej. Na szczególną uwagę zasługują gotyckie Madonny i ołtarze pochodzące z Pęciszewa i Sokolicy, konfesjonał z Tylży w stylu niderlandzkiego manieryzmu oraz XVII w. portrety ewangelistów.
Na I piętrze zobaczyć można rzemiosło artystyczne. W największej sali zebrane są przedmioty wykonane ze złota m.in. kielichy, relikwiarze, czy monstrancje. Wysokim poziomem artystycznym wyróżnia się kielich fundacji bp. Sorboma z XIV w., relikwiarze św. Andrzeja i bp. Watzenrodego. Na tym piętrze znajdują się również pokaźne zbiory ornatów i ksiąg liturgicznych.
II piętro jest miejscem umieszczenia kalendarium, portretów biskupów, a także tablic informacyjnych obrazujących historię Archidiecezji Warmińskiej. Najstarsze prezentowane obiekty pochodzą z II w. Wśród eksponatów jest m.in. najstarszy wydany drukiem traktat anatomiczny oparty na sekcji zwłok Andreasa Vesaliusa z 1543

## Działalność
Muzeum jest otwarte dla zwiedzających:
- w sezonie letnim od wtorku do soboty w godz. 10.00–18.00, a w niedzielę w godz. 11.00–18.00,
- w sezonie zimowym od wtorku do piątku w godz. 10.00–16.00, a w sobotę i niedzielę w godzinach 11.00–16.00.
- Bilet normalny w cenie 10 zł, ulgowy 7 zł.

W poniedziałki muzeum jest nieczynne.

## Galeria

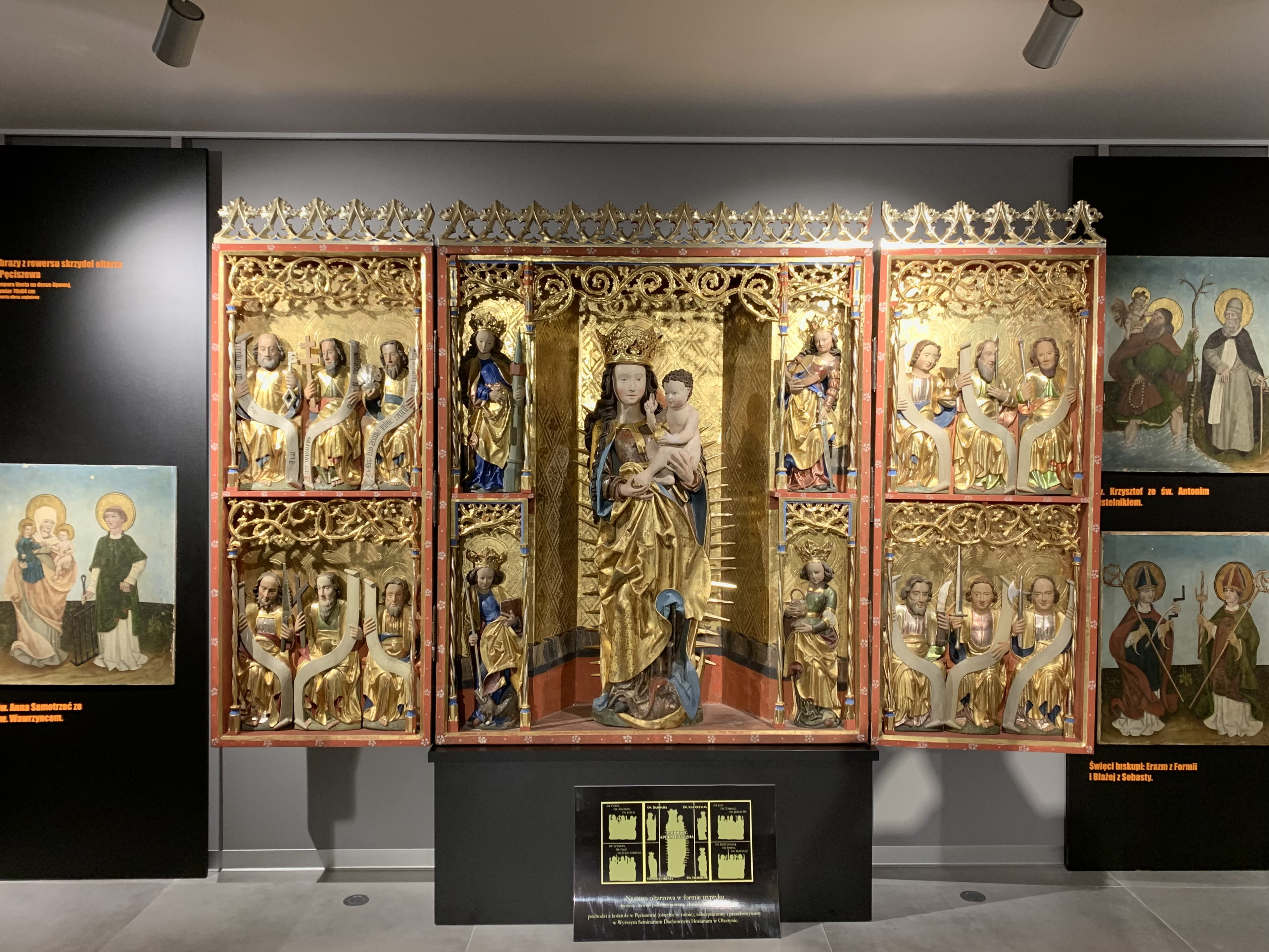
Tryptyk z Pęciszewa
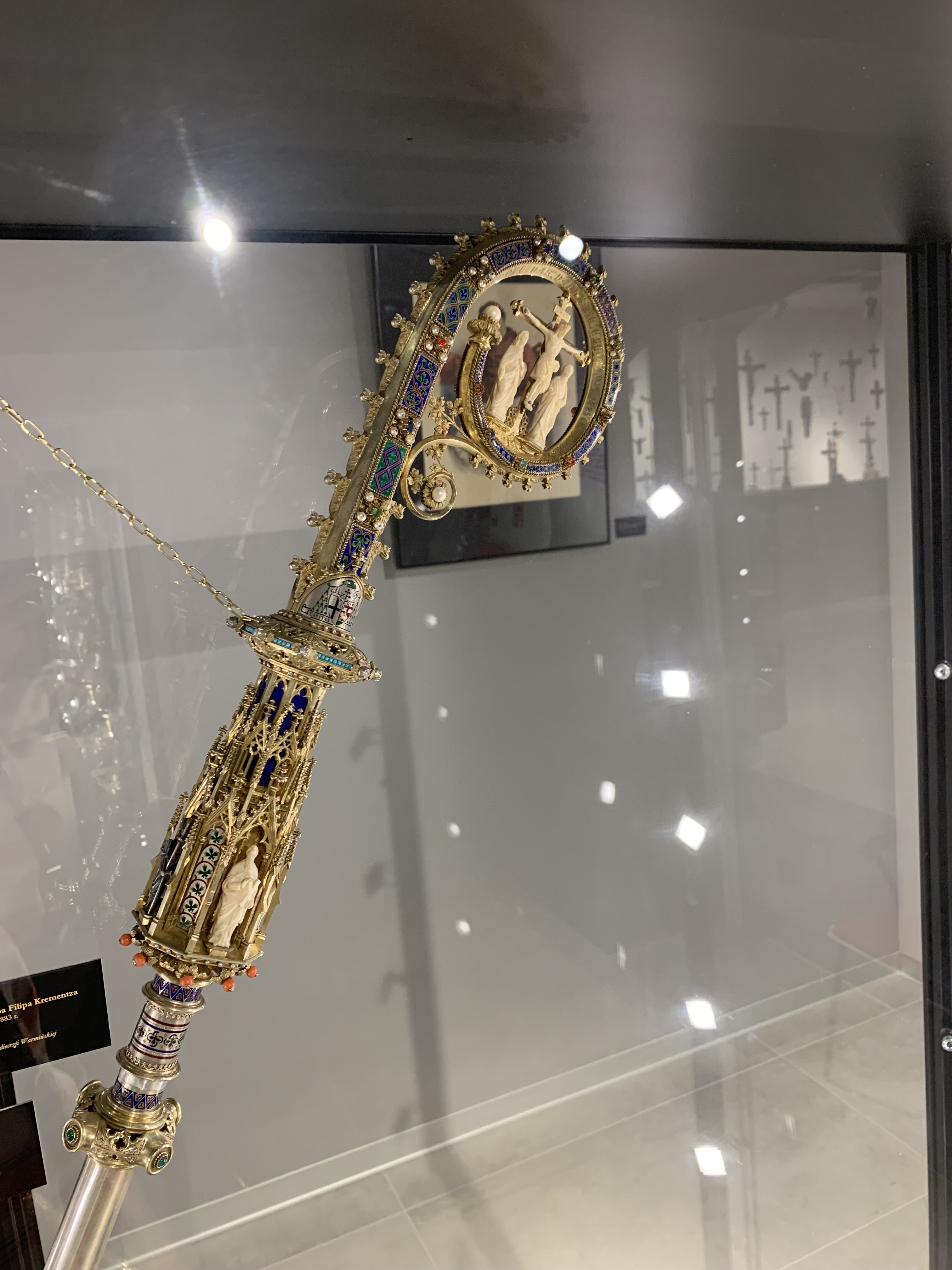
Pastorał Filipa Krementza
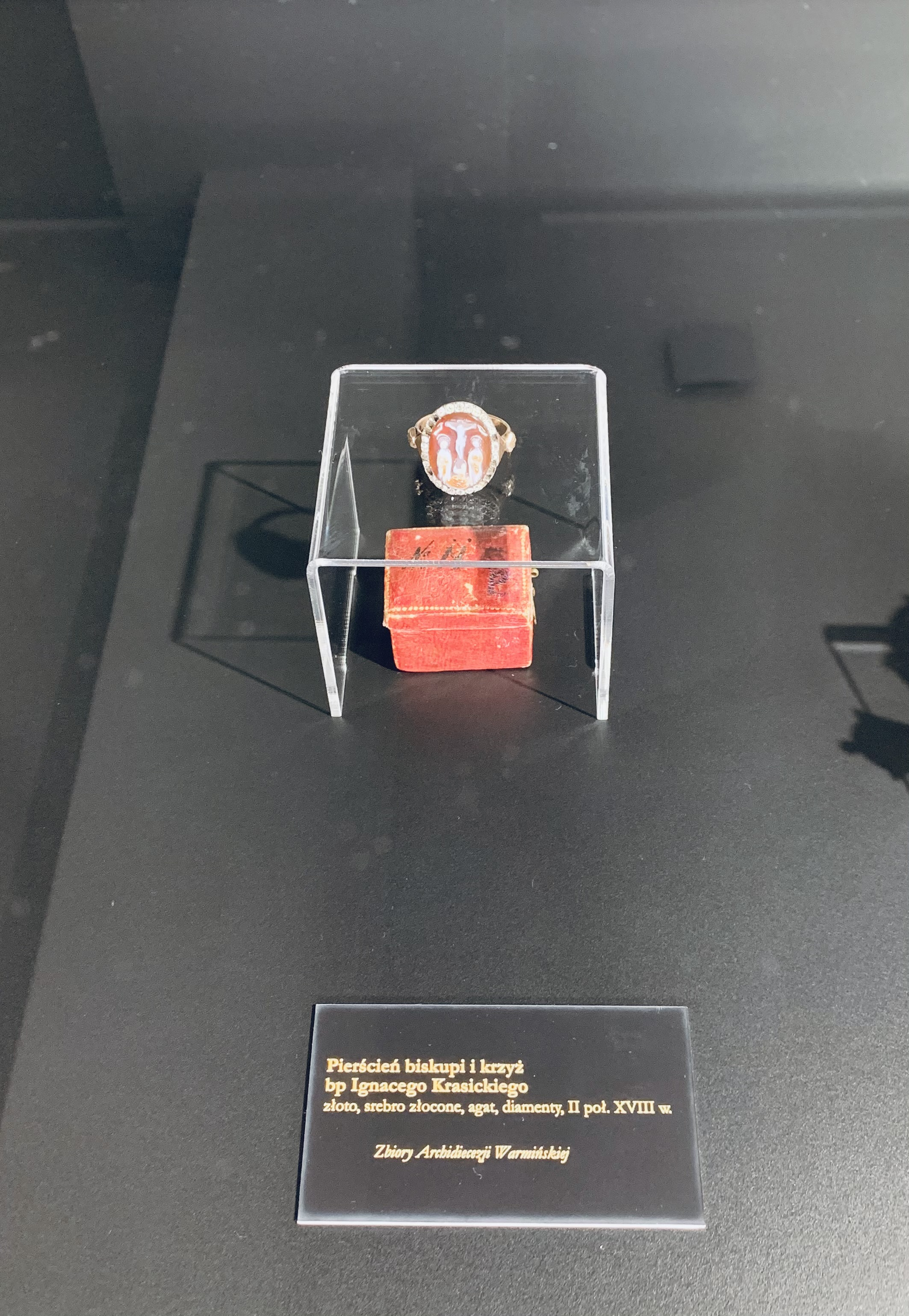
Pierścień Ignacego Krasickiego
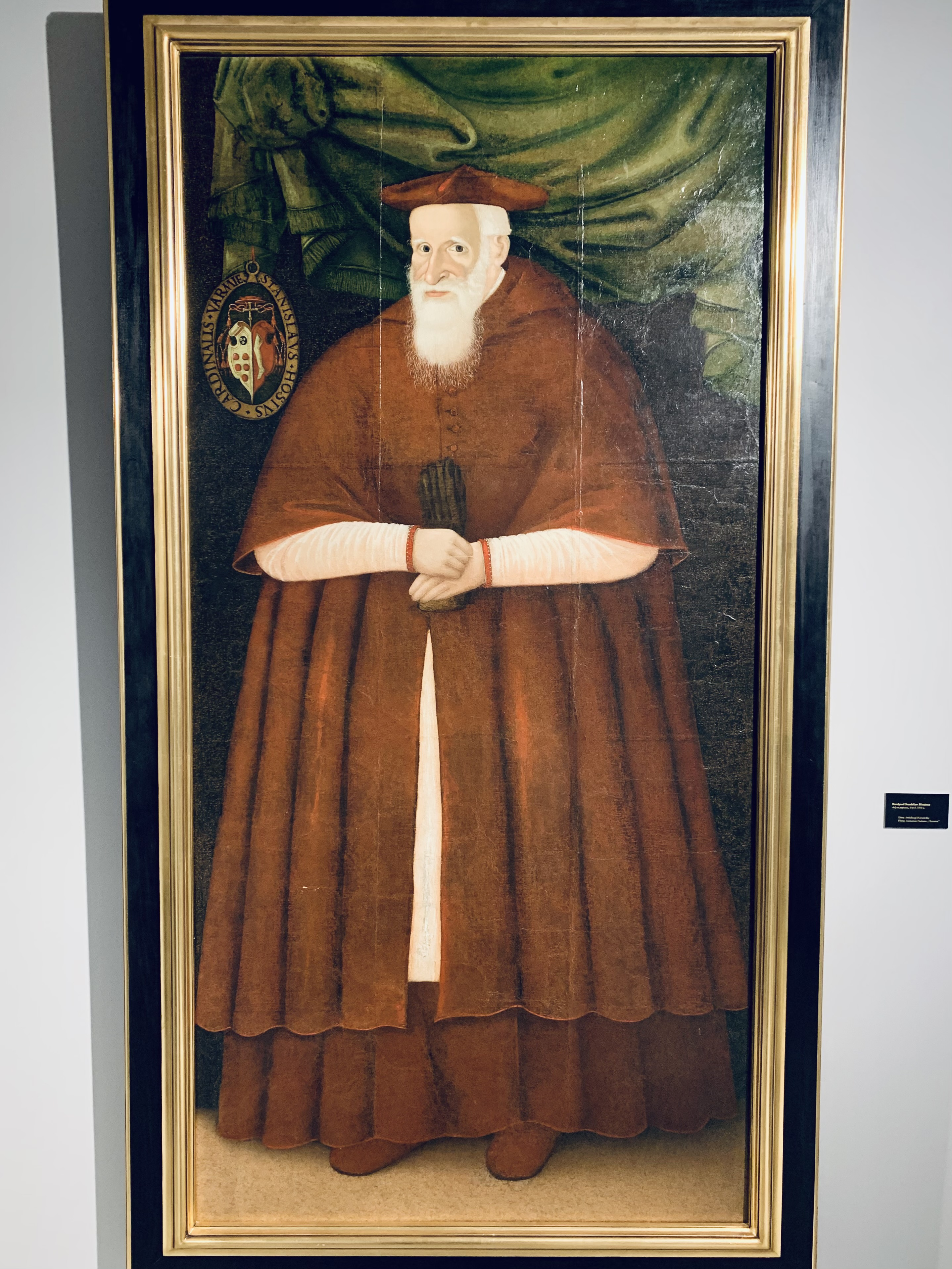
Portret Stanisława Hozjusza
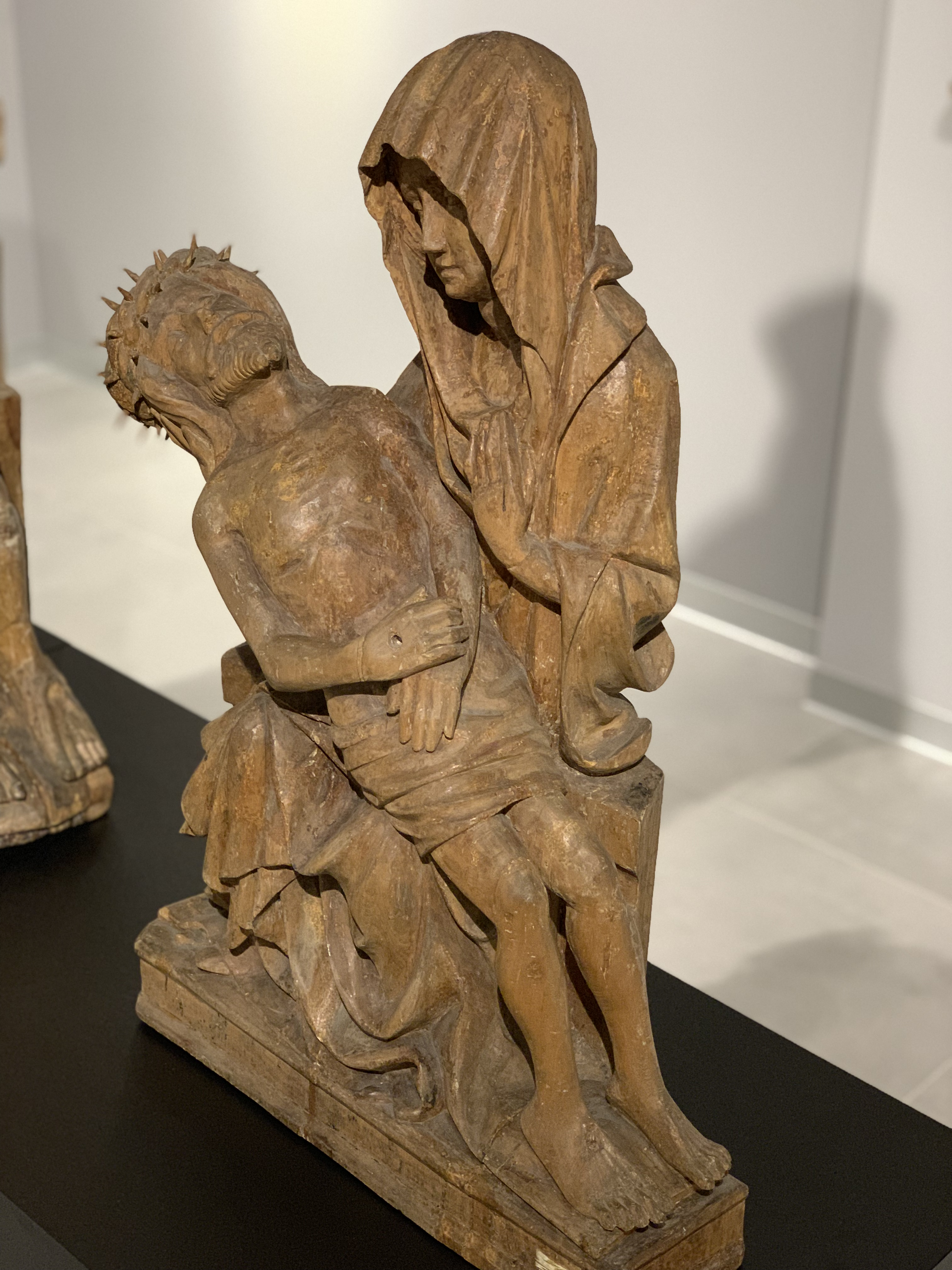
Pietà
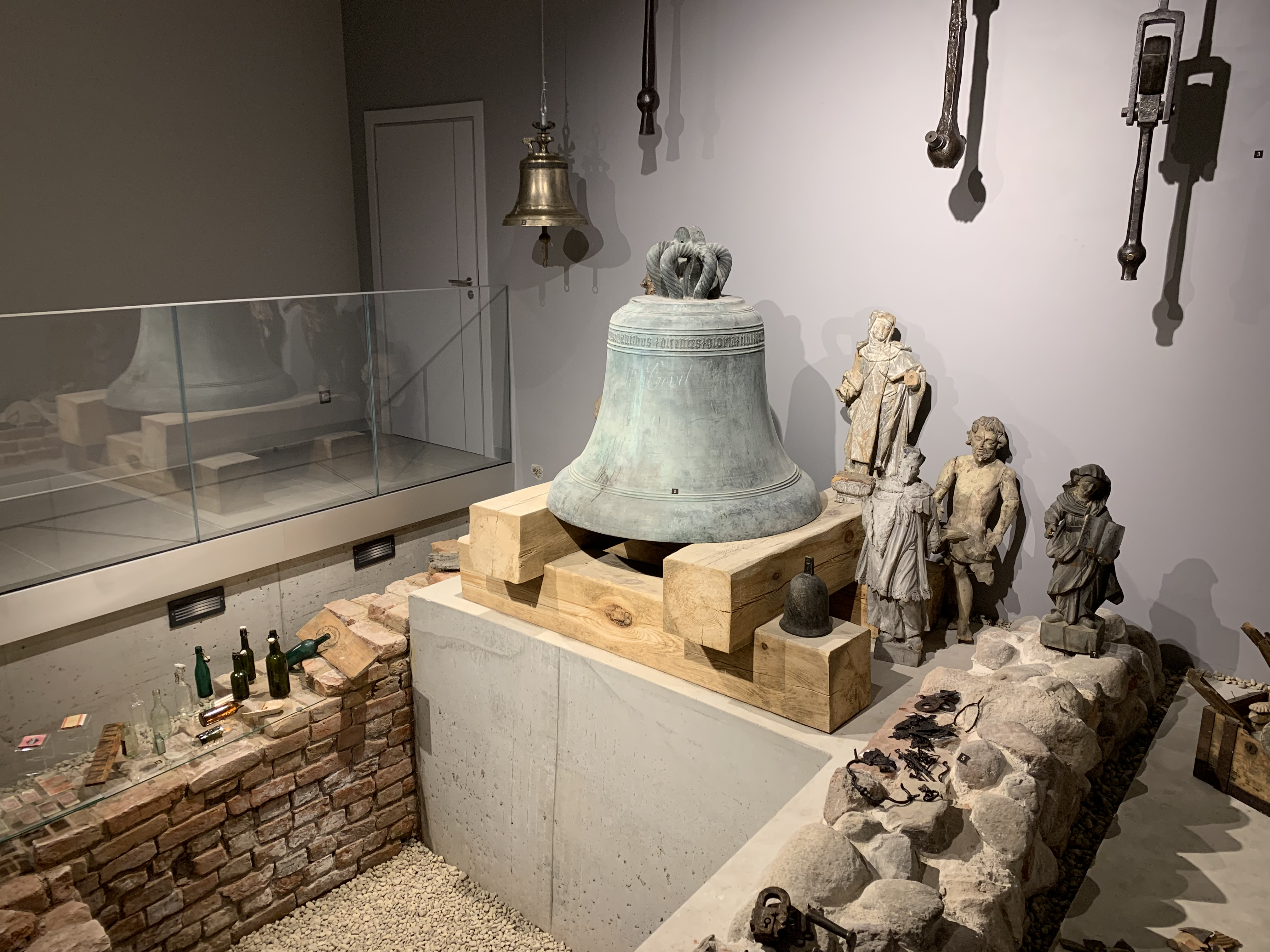
Dzwony i rzeźby
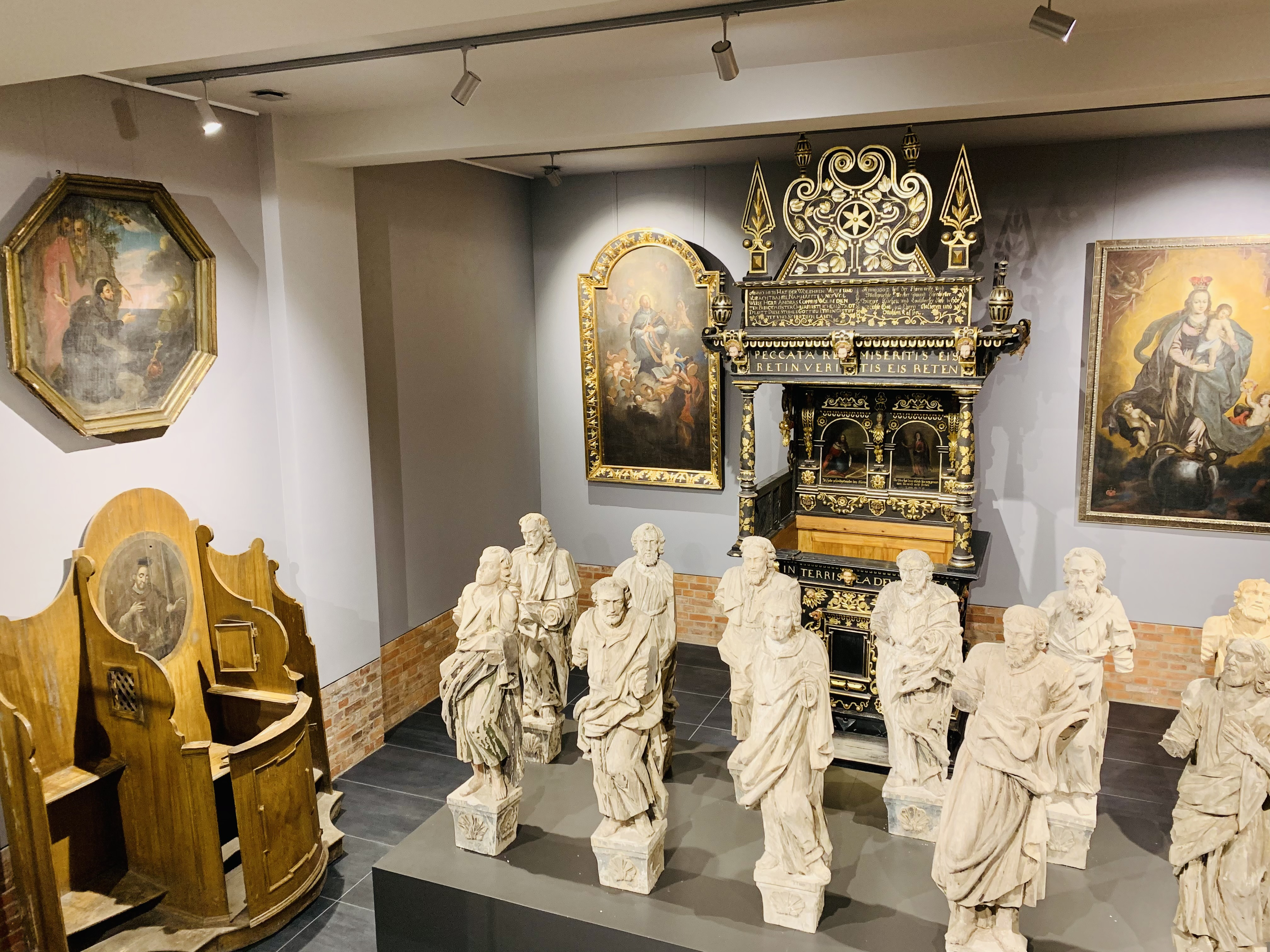
Eksponaty muzealne
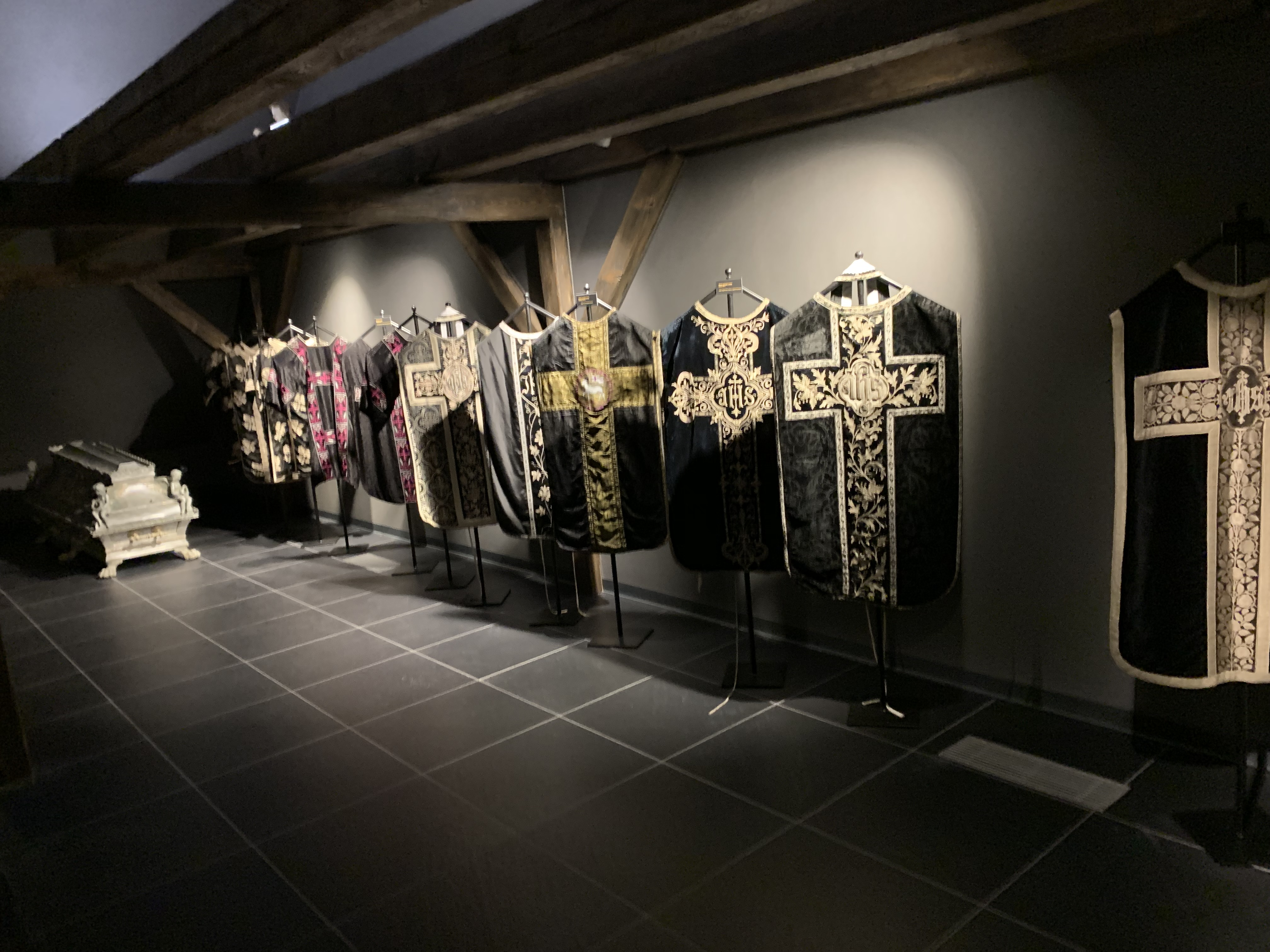
Ornaty skrzypcowe
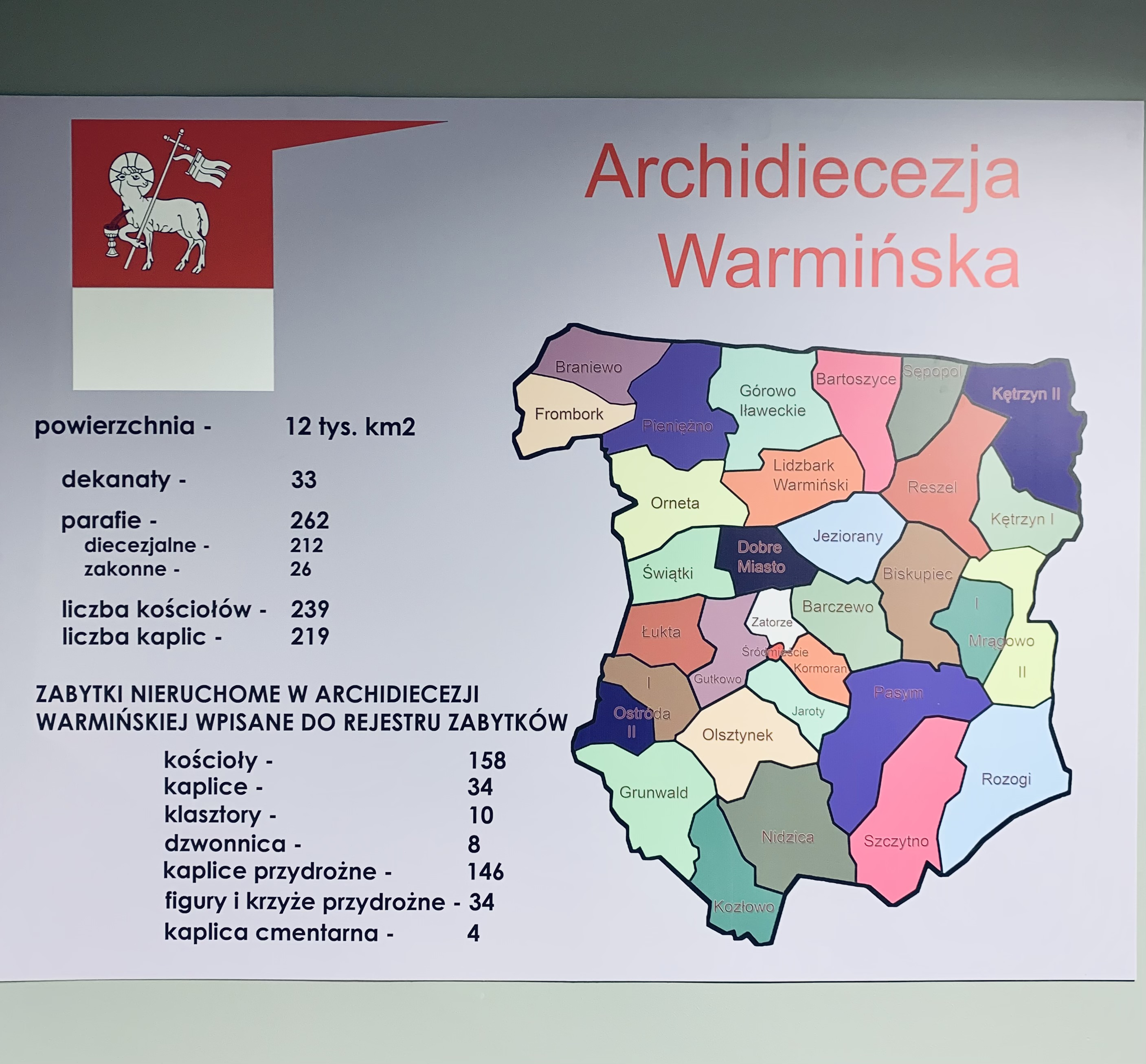
Tablica informacyjna
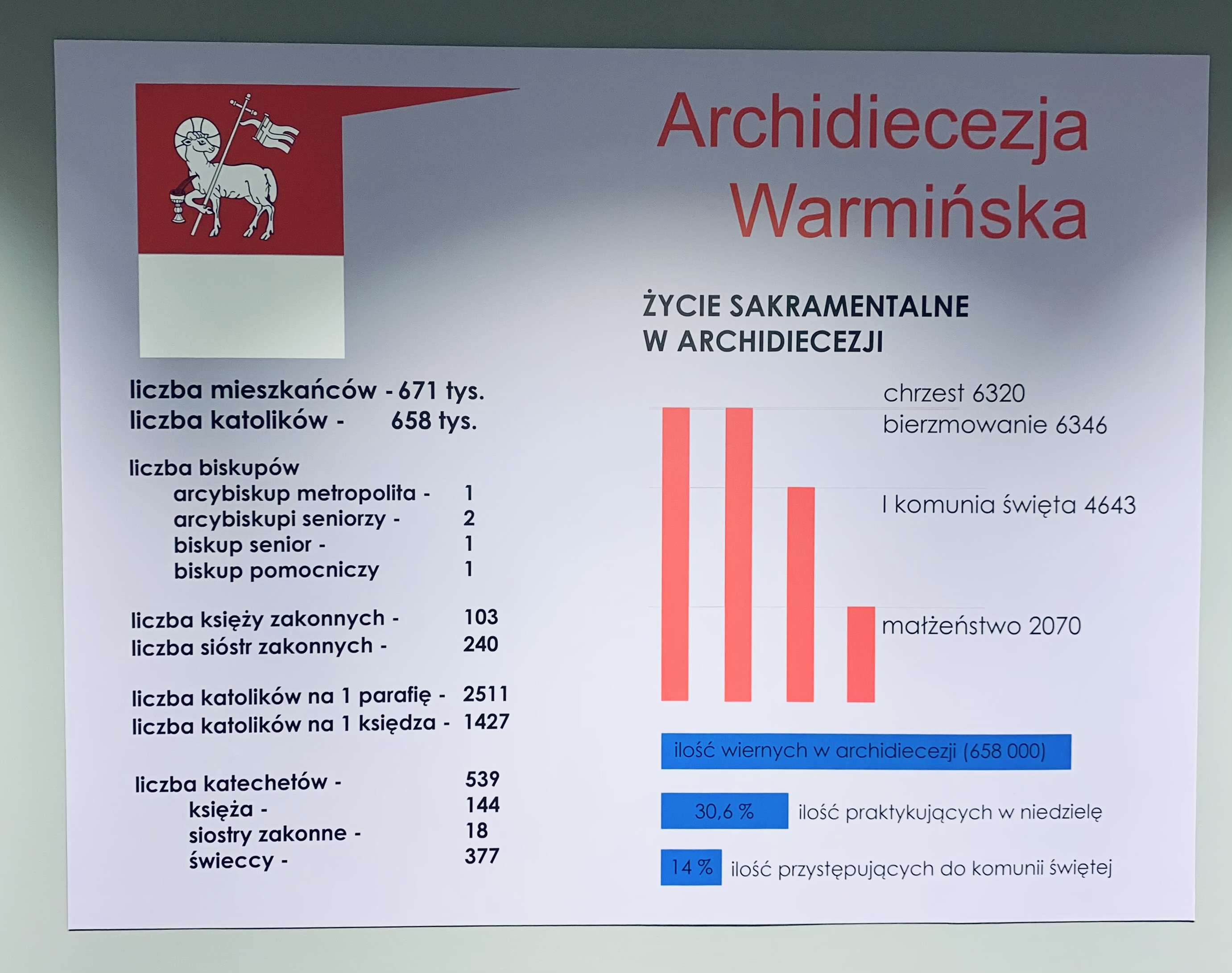
Tablica informacyjna